# Mariella Demarco
Mariella Demarco Berois (nacida en Durazno) es una abogada y política uruguaya perteneciente en un primer tiempo al Partido Independiente, y que actualmente milita en el Partido Colorado.
En efecto, fue candidata para la Intendencia de Montevideo por el Partido Independiente, cargo disputado en las elecciones de 2010. Posteriormente, Demarco ocupó la Secretaría Letrada de la Corte Electoral.

## Biografía
Demarco nació en Durazno. Posteriormente se radicó en Montevideo para asistir a la Facultad de Derecho de la Universidad de la República, de donde se graduó como abogada.
Luego de graduarse se mudó al departamento de Rivera, en donde desarrolló su profesión. Desde el 2004 vive en Montevideo, en donde realiza sus actividades privadas en su propio estudio jurídico.
Comenzó su actividad política en 1982, dentro del sector Batllismo Unido del Partido Colorado, del cual se alejó en 1986, por discrepancias con su líder Julio María Sanguinetti, sobre temas referentes a la Ley de Caducidad. Posteriormente se alió con el sector de Hugo Batalla, luego formó parte del Nuevo Espacio, y terminó por alejarse del mismo cuando el sector ingresó al Frente Amplio.
En el 2003 fundó junto con Pablo Mieres e Iván Posada el Partido Independiente. En el 2004 resultó elegida como diputada suplente de Iván Posada y en las elecciones de 2009 fue reelegida al cargo. En su actuación parlamentaria elaboró y presentó un proyecto de Ley sobre investigación de la paternidad y otro sobre medidas cautelares en situaciones de violencia doméstica, así como participó en la elaboración de la Ley de Violencia Doméstica actualmente vigente.
A comienzos del 2010, en las esferas del Partido Independiente se la nombró como candidata única por esa agrupación política a la Intendencia de Montevideo.
Posteriormente volvería al Partido Colorado donde actualmente es Convencional Nacional.[cita requerida]